# Славянские названия месяцев
Славянские названия месяцев — название месяцев года, по временам, в славянских языках.
Во многих славянских языках названия месяцев имеют славянское происхождение. Однако между такими названиями в разных языках нет взаимно-однозначного соответствия; порой они даже сдвинуты на один месяц в разных языках славян. Белорусский, польский, украинский, чешский языки и хорватский стандарт сербохорватского языка используют славянские названия (причём в польском языке для марта и мая используются латинские названия). Верхнелужицкий язык имеет собственную (отличную от общеславянской) систему наименований месяцев, но преобладает употребление латинских наименований. Не употребляются официально славянские названия месяцев в русском, болгарском, македонском, словацком языках и в сербском стандарте сербохорватского языка — в этих языках используются названия месяцев, заимствованные из латыни. В словенском языке обе системы, латинская и славянская, существуют параллельно. В литовском языке сохранились балтийские названия месяцев, частично совпадающие со славянскими, что позволяет предположить, что часть этих названий восходит ещё ко времени балтославянского единства. Некоторые из литовских названий, возможно, калькированы в VIII—XV веках из западнорусского письменного языка (официального языка Великого княжества Литовского).

## Месяцы весны

### Сушец/сухой
Малоснежный месяц
- Март: словен. sušec, болг. сух
- Январь: лит. sausis

### Березень
Время набухания почек берёз
- Март: укр. березень, чеш. březen
- Апрель: болг. брязок
- Июнь: лит. birželis

### Цветень/кветень
Время цветения
- Апрель: укр. квітень, пол. kwiecień
- Май: чеш. květen

### Травень
Время роста травы
- Май: словен. veliki traven, укр. травень, бел. травень, болг. тръвен
- Апрель: словен. mali traven, хорв. travanj, макед. тревен

### Остальные
- бел. сакавік «март» — время движения сока в деревьях
- бел. красавік «апрель» — время цветения

## Месяцы лета

### Червень
По одной из версий, этот месяц получил название от червецов (кошениль, чьи личинки появляются в это время, откуда слово рус. червонный «красный»), из которых изготавливали красную краску; по другой версии, это личинки пчёл; по третьей версии — из-за того, что в это время появляются красные ягоды и цветы.
- Июнь: чеш. červen, болг. червеник, укр. червень, бел. чэрвень, пол. czerwiec
- Июль: чеш. červenec, болг. чръвенъ

### Липень
Время цветения липы
- Июль: укр. липень, бел. ліпень, пол. lipiec, лит. liepa
- Июнь: хорв. lipanj

### Названия, связанные с жатвой
Серпень (также жнівень, жнівец, житар) — время жатвы.
- Август: словен. mali srpan, укр. серпень, пол. sierpień, чеш. srpen, бел. жнівень, верхнелуж. žnjenc, макед. жетвар?, лит. rugpjūtis (rugis «рожь» + pjūtis «жатва»)
- Июль: словен. veliki srpan, болг. сърпен, хорв. srpanj
- Июнь: макед. житар
- ?: болг. жетар

### Зарев
- Сентябрь: чеш. září
- Август: болг. зарев

### Остальные
- болг. изок «июнь» — месяц кузнечиков
- хорв. kolovoz «август»

## Месяцы осени

### Вересень
Время цветения вереска
- Сентябрь: укр. вересень, бел. верасень, пол. wrzesień

### Рюен
- Октябрь: чеш. říjen, болг. руен, руй
- Сентябрь: рус. рюень, сербохорв. rujan

### Листопад
Время листопада
- Ноябрь: укр. листопад, бел. лістапад, пол. listopad, чеш. listopad, словен. listopad, лит. lapkritis (< lapas «лист» + kristi «падать»)
- Октябрь: хорв. listopad, болг. листопад, макед. листопад

### Остальные
Сбор винограда
- макед. гроздобер «сентябрь», словен. vinotok «октябрь»

Жёлтый цвет листьев
- укр. жовтень «октябрь»

Переработка овса/льна/конопли
- бел. кастрычнік «октябрь» (от названия костриц (костры) — продукта переработки (трепания) льна, конопли и т. п.)
- пол. październik «октябрь» (от пол. paździerze — то же)
- лит. spalis «октябрь» (spalis с тем же значением)

## Месяцы зимы

### Грудень
- Декабрь: укр. грудень, пол. grudzień, словен. gruden, лит. gruodis (gruodas «застывшая комьями земля»)
- Ноябрь: болг. груден

### Снежник
Месяц снега
- Декабрь: бел. снежань, макед. снежник

### Просинец
- Декабрь: чеш. prosinec, хорв. prosinac
- Январь: словен. prosinec, болг. просинец

### Сечень
Время рубки
- Январь: укр. січень, пол. styczeń, хорв. sječanj
- Февраль: словен. svečan, болг. сечко, макед. сечко

### Лютень/лютый
- Февраль: укр. лютий, бел. люты, пол. luty

### Студень
Это название вне общей системы расположения
- Январь: бел. студзень
- Ноябрь: хорв. studeni, макед. студен

## Праславянская система
В. Шаур так восстанавливает праславянские названия двенадцати месяцев, полагая, что остальные — вторичны.
1. *berzьnь (берзень) — март
2. *květьnь (кветень) — апрель
3. *travьnь (травень) — май
4. *čьrvьnь (червень) — июнь
5. *lipьnь (липень) — июль
6. *sьrpьnь (серпень) — август
7. *versьnь (версень) — сентябрь
8. *ruјьnь (руень) — октябрь
9. *listopadъ (листопад) — ноябрь
10. *grudьnь (грудень) — декабрь
11. *prosinьcь (просинець) — январь
12. *sěčьnь (сечень) — февраль

## Таблица сравнения названий
| #  | Древнерусский | Русский  | Украинский | Белорусский | Болгарский                     | Сербский  | Македонский | Польский    | Хорватский | Словенский    | Чешский  | #  |
| -- | ------------- | -------- | ---------- | ----------- | ------------------------------ | --------- | ----------- | ----------- | ---------- | ------------- | -------- | -- |
| 1  | Просинец      | Январь   | січень     | студзень    | просинец                       | Јануар    | Коложег     | styczeń     | sječanj    | prosinec      | leden    | 1  |
| 2  | Сечень        | Февраль  | лютий      | люты        | сечко                          | Фебруар   | сечко       | luty        | veljača    | svečan        | únor     | 2  |
| 3  | Сухий         | Март     | березень   | сакавік     | сух                            | Март      | цутар       | marzec      | ozujak     | sušec         | březen   | 3  |
| 4  | Брезозол      | Апрель   | квітень    | красавік    | брязок                         | Април     | тревен      | kwiecień    | travanj    | mali traven   | duben    | 4  |
| 5  | Травень       | Май      | травень    | травень     | тръвен                         | Мај       | косар       | maj         | svibanj    | veliki traven | květen   | 5  |
| 6  | Изок          | Июнь     | червень    | чэрвень     | изок, червеник                 | Јун       | жетвар      | czerwiec    | lipanj     | rožnik        | červen   | 6  |
| 7  | Червень       | Июль     | липень     | ліпень      | жетар, жътвар, сърпен, чръвенъ | Јул       | златец      | lipiec      | srpanj     | veliki srpan  | červenec | 7  |
| 8  | Зарев         | Август   | серпень    | жнівень     | зарев, орач                    | Август    | житар       | sierpień    | kolovoz    | mali srpan    | srpen    | 8  |
| 9  | Рюен          | Сентябрь | вересень   | верасень    | руен                           | Септембар | гроздобер   | wrzesień    | rujan      | kimavec       | září     | 9  |
| 10 | Листопад      | Октябрь  | жовтень    | кастрычнік  | листопад                       | Октобар   | листопад    | październik | listopad   | vinotok       | říjen    | 10 |
| 11 | Грудень       | Ноябрь   | листопад   | лістапад    | груден                         | Новембар  | студен      | listopad    | studeni    | listopad      | listopad | 11 |
| 12 | Студень       | Декабрь  | грудень    | снежань     | студен                         | Децембар  | снежник     | grudzień    | prosinac   | gruden        | prosinec | 12 |

Примечание: В сравнительной таблице выше приведены ссылки на соответствующие статьи Викисловаря. Древнерусские названия приведены по «Остромирову Евангелию» 1056—1057 гг., «Синодальному Евангелию» 1143 г., обиходу XIII в., каноннику XV в., в которых древнерусские названия всех месяцев совпадают, коррелируются друг с другом.